# Sant Feliu de la Pobleta de Bellveí
L'església de Sant Feliu de la Pobleta de Bellveí és la parroquial de la vila de la Pobleta de Bellveí, de l'antic terme del mateix nom, actualment del terme municipal de la Torre de Cabdella, del Pallars Jussà. Està situada a l'angle nord-est del clos de la vila, que és alhora el punt més elevat de la plana on es dreça el poble. És una obra inclosa a l'Inventari del Patrimoni Arquitectònic de Catalunya.

## Descripció
Edifici molt modificat, integrat a la trama medieval del nucli antic. Al costat nord-est sobresurt un absis semicircular molt reformat. La façana principal dona a un carreró amb un arc de pas. Té la porta decorada per una arquivolta sobre impostes, amb rosetó per a il·luminació del cor. En la coberta, a dues vessants, sobresurt un "campanile" com a cimbori lateral. A la cantonada de ponent s'adossa un campanar de base quadrada, vuitavat a la part superior, amb quatre obertures mig tapiades i coberta gairebé plana.

## Història
El castro de Belvidin figura en una donació del comte de Pallars Arnau Mir als comtes de Barcelona vers 1057, donant origen romànic a la primitiva església. Abans del segle xiv Bellveí fou substituït per la vila nova de la Pobleta. A mitjans del segle xviii la senyoria era de Toralla. Al Museu Diocesà d'Urgell es conserva un fragment d'un retaule gòtic tardà.
Es tracta d'una església moderna, que serva algun element del temple medieval primitiu, però que ha sofert nombroses modificacions, de manera que la major part del temple actual pertany com a molt al segle xvii. Té un interessant campanar de planta octogonal a l'angle nord-est de l'església. L'absis principal, orientat cap a llevant, presenta a l'exterior la forma de punt rodó, la planta del qual coincideix amb la característica dels absis romànics. Al nord s'obre la capella del Santíssim, amb un altre absis més modern. Sant Feliu de la Pobleta de Bellveí conserva diversos retaules d'època moderna i caràcter popular. Un d'ells, dedicat a santa Anna i a altres sants, així com una imatge de sant Jaume, procedeixen de l'església del veí poble d'Envall.

## Galeria d'imatges

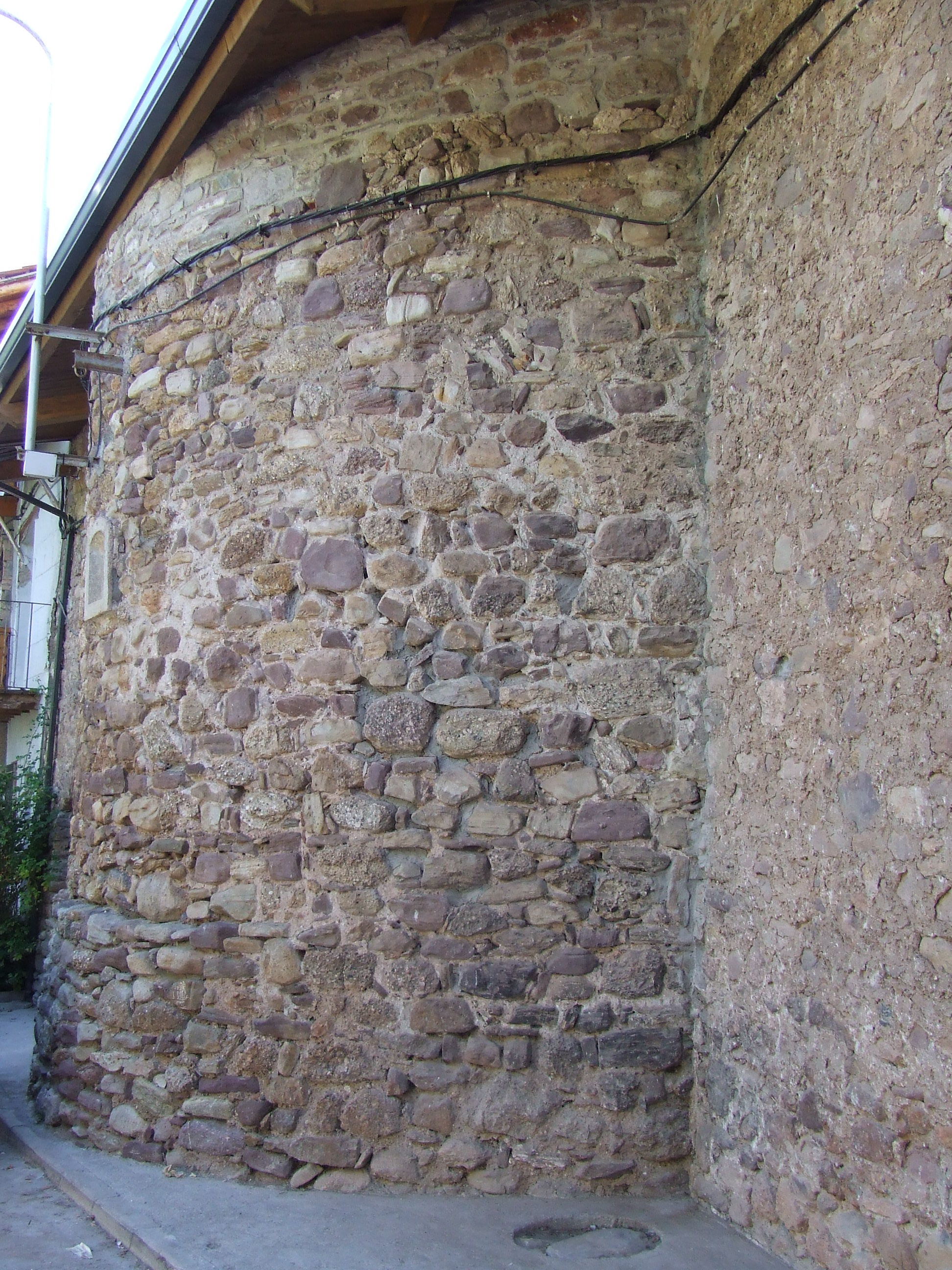
Absis principal de l'església
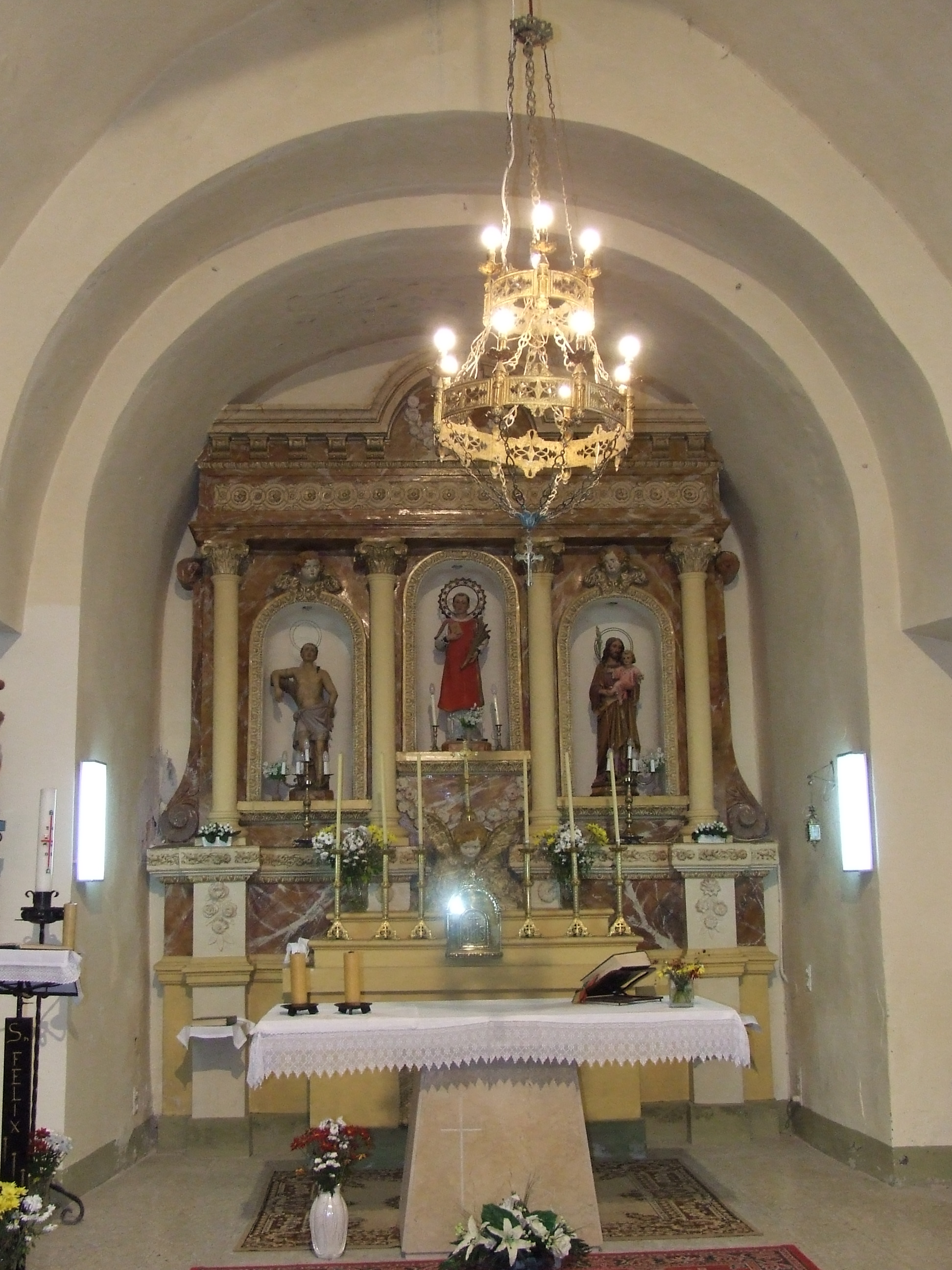
Interior de l'absis principal